# Chaudhry Shujaat Hussain

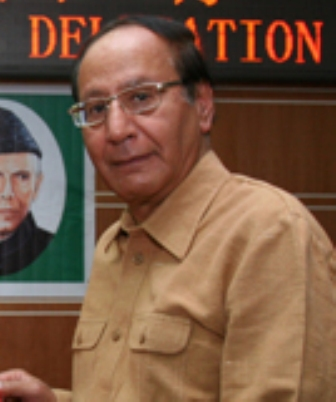
Chaudhry Shujaat Hussain

Chaudhry Shujaat Hussain (* 27. Januar 1946 in Gujrat) ist ein pakistanischer konservativer Politiker. Der Oligarch war ab 30. Juni 2004 vorübergehend 17. Premierminister von Pakistan.